# Международный аэропорт Эль-Дорадо

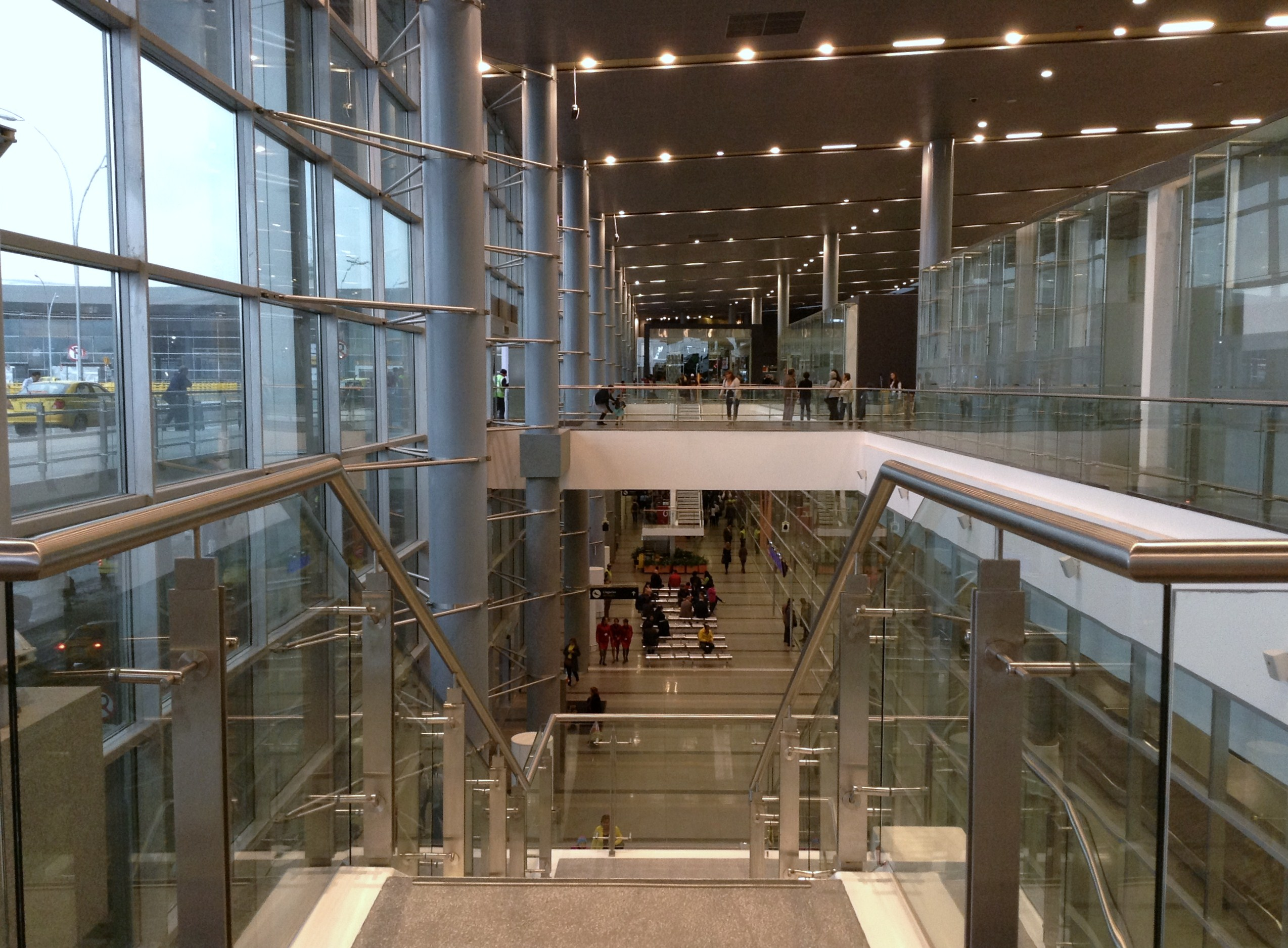
Международный аэропорт Эль-Дорадо

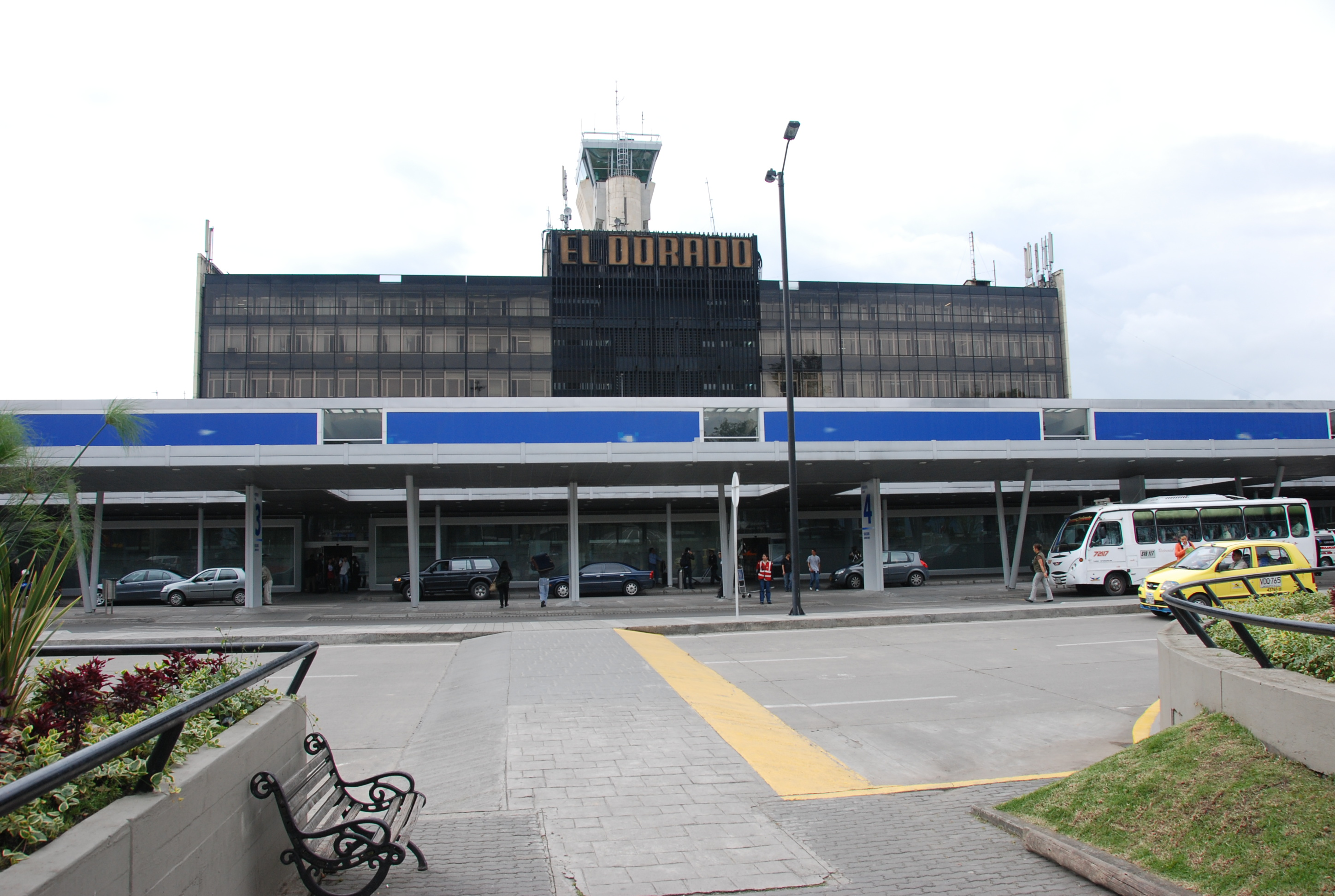
Прежний терминал

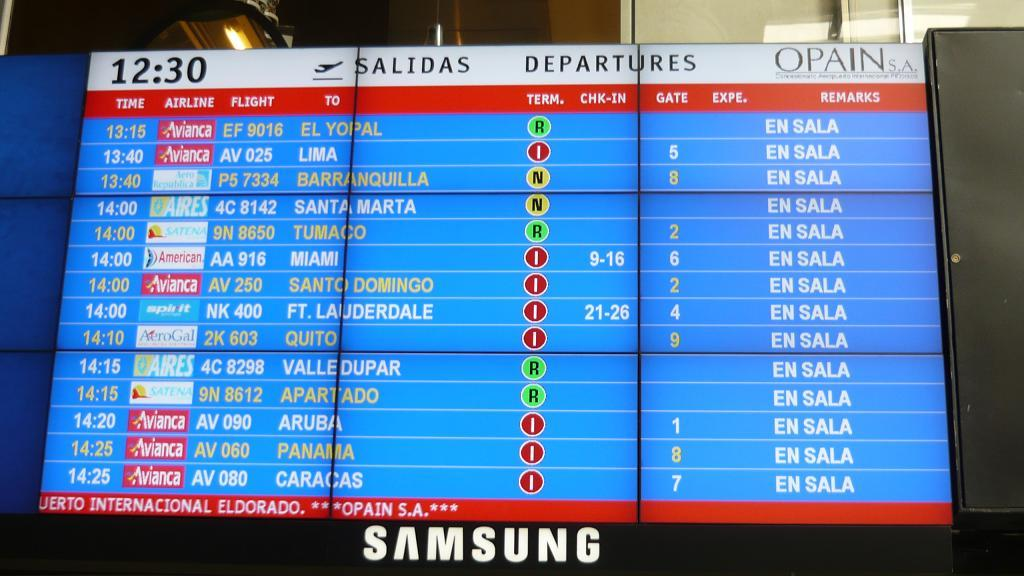
Система оповещения в терминале аэропорта

Международный аэропорт Эль-Дорадо (исп. Aeropuerto Internacional El Dorado; (ИАТА: BOG, ИКАО: SKBO) — аэропорт совместного базирования, расположенный в 15 километрах к западу от колумбийской столицы Боготы. Входит в список первых пятидесяти аэропортов мира по следующим показателям: пассажиропоток (третье место в Латинской Америке с 25 009 483 пассажирами в 2013 году), грузооборот (первое место в Латинской Америке и 33-е в мире с объёмом в 622 145 метрических тонн в 2013 году), число взлётов и посадок воздушных судов (второе место в Латинской Америке и 45-е в мире с показателем в 304 330 операций в 2011 году).
Эль-Дорадо — крупнейший аэропорт Колумбии, на его долю приходится почти половина всех взлётов и посадок воздушных судов, совершаемых в стране.
В 2015 году порт получил награду рейтинговой компании Skytrax в номинации «Лучшие сотрудники аэропортов Южной Америки».

## История
Проект пассажирского терминала аэропорта был разработан по заказу правительства генерала Густаво Рохаса Пинильи, возведение же терминала началось в 1955 году. Здание было сдано в эксплуатацию в конце 1959 года, заменив собой временные сооружения по обслуживанию пассажиров и самолётов. Новый комплекс состоял из нескольких рулёжных дорожек, площадки обслуживания лайнеров, парковочных зон, залов для прибывающих и убывающих пассажиров, мезонинов и др. На втором этаже аэровокзала располагался зал отправления с ресторанами и бизнес залами. Третий этаж переназначается главным образом под офисы авиакомпаний и других сервисных служб аэропорта.
Четвёртый и пятый этажи терминала занимала администрация порта, на шестом располагались сотрудники местной метеостанции и аэронавигации аэропорта. Седьмой и восьмой этажи занимали службы обеспечения наземного движения (взлётно-посадочные полосы, рулёжные дорожки) и воздушного движения соответственно. Девятый этаж здания отводился под службу энергоснабжения и, наконец, на десятом этаже находилась диспетчерская службы аэропорта.
К 1973 году международный аэропорт Эль-Дорадо обслужил три миллиона человек и обработал почти пять миллионов единиц различных грузов. В том же году был зарегистрирован рекордный рост пассажиров на внутренних и международных направлениях аэропорта, что естественным образом подняло вопрос о необходимости строительства второй взлётно-посадочной полосы. В 1981 году национальный авиаперевозчик Avianca достроил в аэропорту собственный пассажирский терминал «Puente Aéreo» для обслуживания своих высокозагруженных маршрутов в Кали, Медельин, Майами и Нью-Йорк. Терминал открыл сам президент Колумбии Хулио Сесар Турбай Айяла. В 1990 году на третий этаж здания главного терминала переехал офис управления гражданской авиации Колумбии. В том же году на территории аэропорта были построены здания Центра исследований воздухоплавания и Национального центра аэронавигации. В 1998 году состоялось официальное открытие второй взлётно-посадочной полосы аэропорта.

### Главный хаб Avianca
10 декабря 1998 года флагманский перевозчик Avianca официально открыла свой главный хаб в международном аэропорту Эль-Дорадо, предложив к услугам пассажиров более шести тысяч еженедельных регулярных рейсов. Стыковки с того момента и по настоящее время компания осуществляет как на собственных рейсах, так и на код-шеринговых маршрутах с авиакомпаниями-партнёрами Delta Air Lines, Iberia, Air Canada, Lufthansa и Air France.
Порт работает в режиме полноценного хаба Avianca, обеспечивая простые стыковки по внутренним маршрутам (такими, как Медельин-Сан-Андрес), с внутренних на международные направления (например, из Кали в Лос-Анджелес), с международных на внутренние направления (например, между Форт-Лодердейлом и Барранкильей), между внешними рейсами (например, Париж-Гуаякиль), а также между внешними маршрутами по код-шерингу такими, как Атланта-Картахена (Delta Air Lines и Avianca).
Инфраструктура хаба облегчает стыковки транзитным пассажирам, предлагая услуги отдельных стоек регистрации, автобусы между зданиями терминалов, а также выделенную зону ожидания для стыковочных международных рейсов во избежание прохождения таможенного и иммиграционного контроля в Колумбии.

### Терминал Puente Aéreo
В 1981 году Avianca приняла в эксплуатацию здание собственного пассажирского терминала Puente Aéreo (рус. Аэромост). Изначально авиакомпанией предполагалось обслуживание в её терминале высокозагруженных маршрутов в Кали, Медельин, Майами и Нью-Йорк, однако Avianca к 2005 году перенесла и всё свои внутренние рейсы, а международные маршруты в Майами и Нью-Йорк, наоборот, вынесла обратно в здание основного (общего) пассажирского терминала.
В 2006 году по заказу Avianca были проведены работы по капитальному ремонту «Puente Aéreo». При этом, авиакомпания приняла во внимание некую неопределённость на тот момент в дальнейшей судьбе аэровокзального комплекса — в качестве одного из вариантов дальнейшего развития аэропорта рассматривался проект по сносу всех терминалов (включая грузовые) и возведение на их месте нового большого и современного здания грузопассажирского терминала. Поэтому выполненные в 2006 году работы носили характер временных — дешёвых, но эффективных. Так, например, дорожки к самолётам для пассажиров отделаны плиткой поверх прежних рулёжных дорожек; пассажиры при этом, следуя пешком к самолёту, пересекали полосы движения автобусов, багажных тележек и другого перронного транспорта. Далее на гейте они поднимались по лестнице алюминиевой конструкции и заходили в самолёт. Подобные схемы были нормой в 1950-60-х годах на заре развития коммерческой авиации, однако в XXI веке они полностью устарели.

## Терминалы

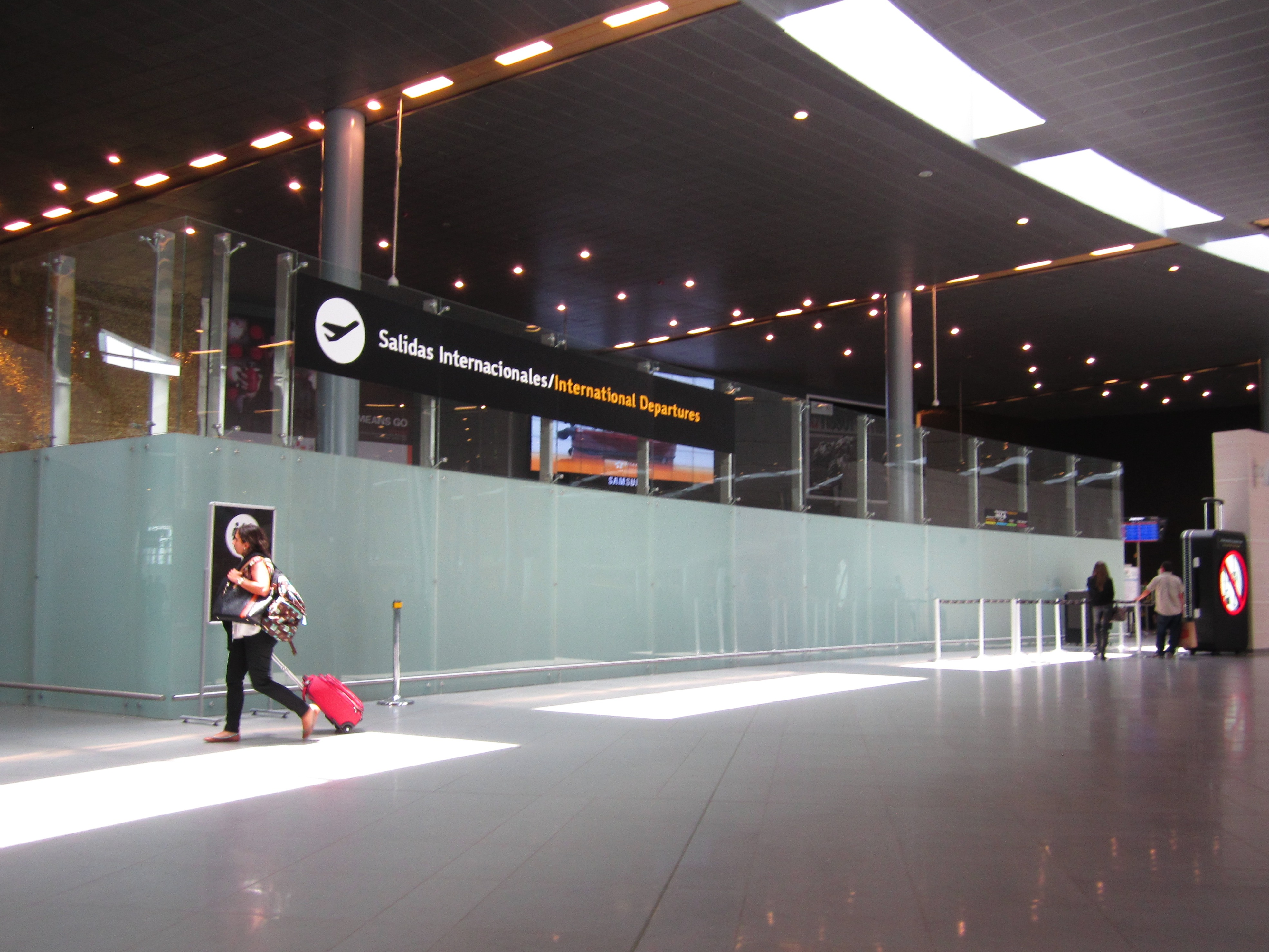
Зона отправления международных рейсов в Терминале 1

По состоянию на 2016 год в международном аэропорту Эль-Дорадо на завершающем этапе ведутся строительные работы по возведению нового современного здания пассажирского Терминала 1 (Т1). Конструкция терминала имеет форму буквы «Н» и состоит из двух главных конкорсов: международного на северной стороне и внутреннего на южной стороне. В международном конкорсе имеются три больших зала повышенной комфортности для клиентов авиакомпаний LAN Airlines, Avianca и American Airlines, большая зона магазинов беспошлинной торговли, пункт проката автомобилей, билетные кассы, банкоматы, телефоны, камеры хранения и даже небольшое казино. На всей площади Т1 функционирует бесплатный Wi-Fi.
Новый терминал имеет несколько зон регистрации пассажиров, включая киоски самостоятельной регистрации, а также существенно увеличенную в сравнении с прежним терминалом зону иммиграционного контроля. Для владельцев биометрических паспортов и членов программы Global Entry установлены отдельные стойки ускоренного предполётного досмотра на международные рейсы. Оба конкорса оборудованы многочисленными эскалаторами, траволаторами и лифтами. Терминал 1 эксплуатирует 32 выхода на посадку (гейты): 17 для внутренних рейсов, 10 для международных направлений и ещё 5 работают в удалённом режиме.
Терминал авиакомпании Avianca «Puente Aéreo» в настоящее время имеет обозначение Т2 (Терминал 2). Ранее и с 2006 года он работал исключительно для обслуживания внутренних рейсов флагманской авиакомпании. 8 июня 2014 года Avianca начала постепенный перенос своих маршрутов в главное здание Т1, Терминал 2 же в конечном итоге будет использоваться в качестве торговой зоны и гостиницы премиум-класса флагмана.

## Авиакомпании и пункты назначения

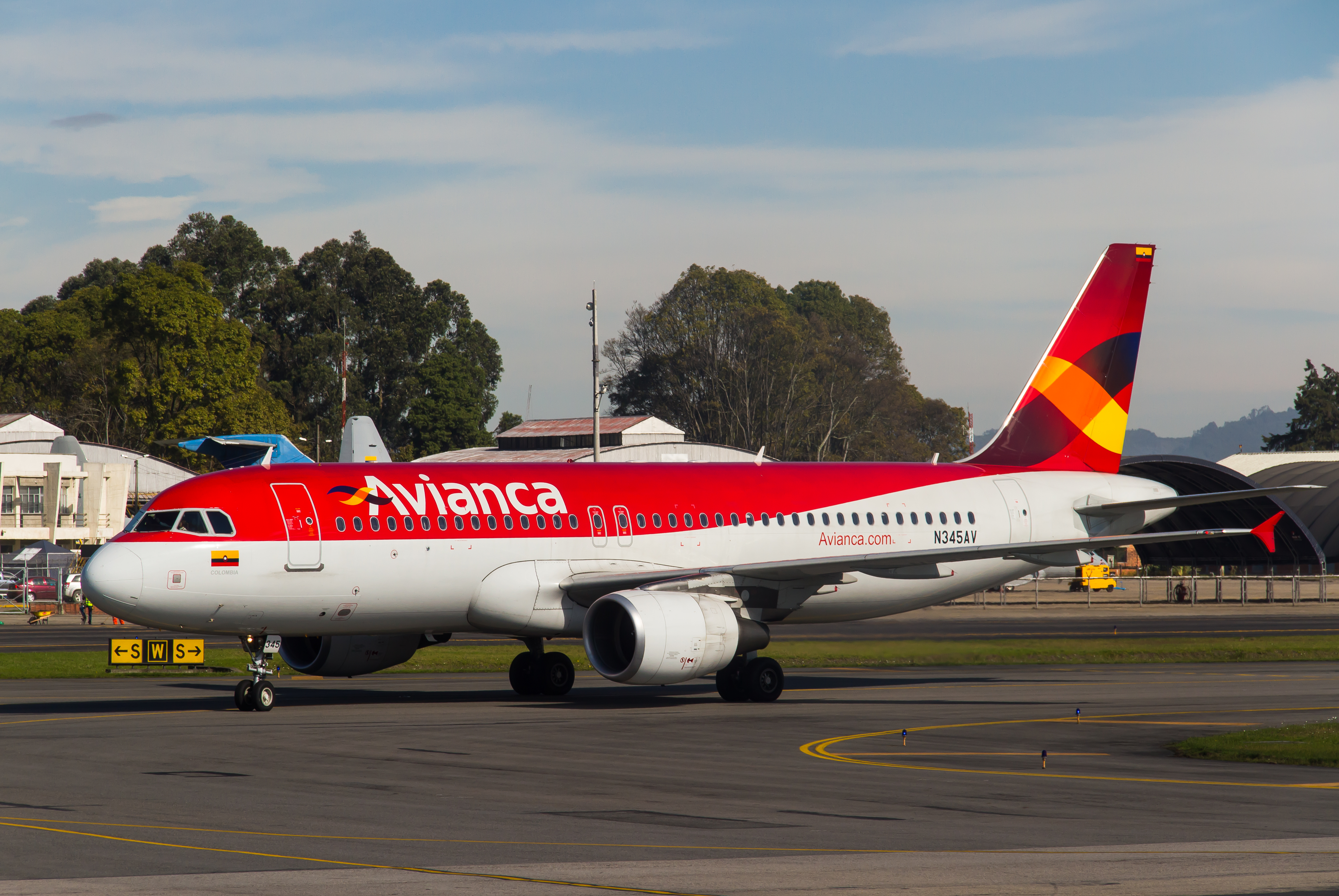
Международный аэропорт Эль-Дорадо является главным хабом Avianca — одной из крупнейших авиакомпаний Латинской Америки

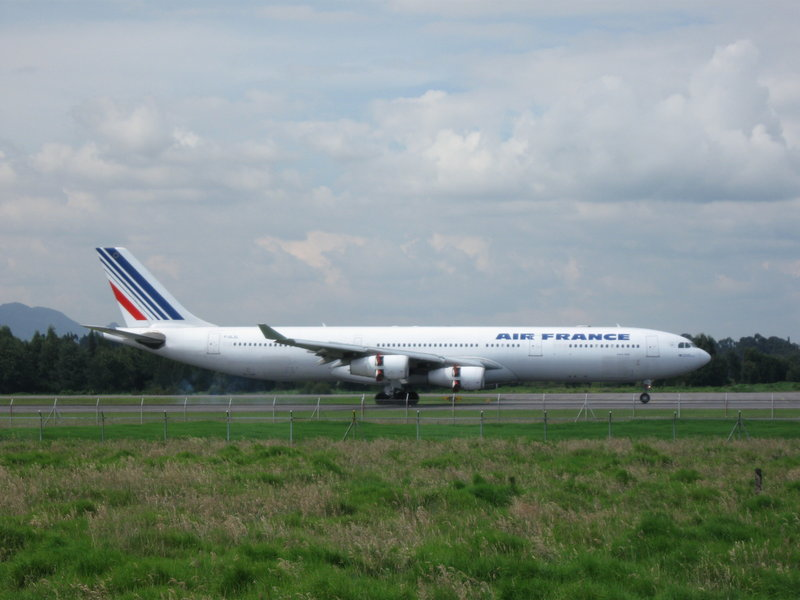
Прибытие Airbus A340 авиакомпании Air France из Парижа

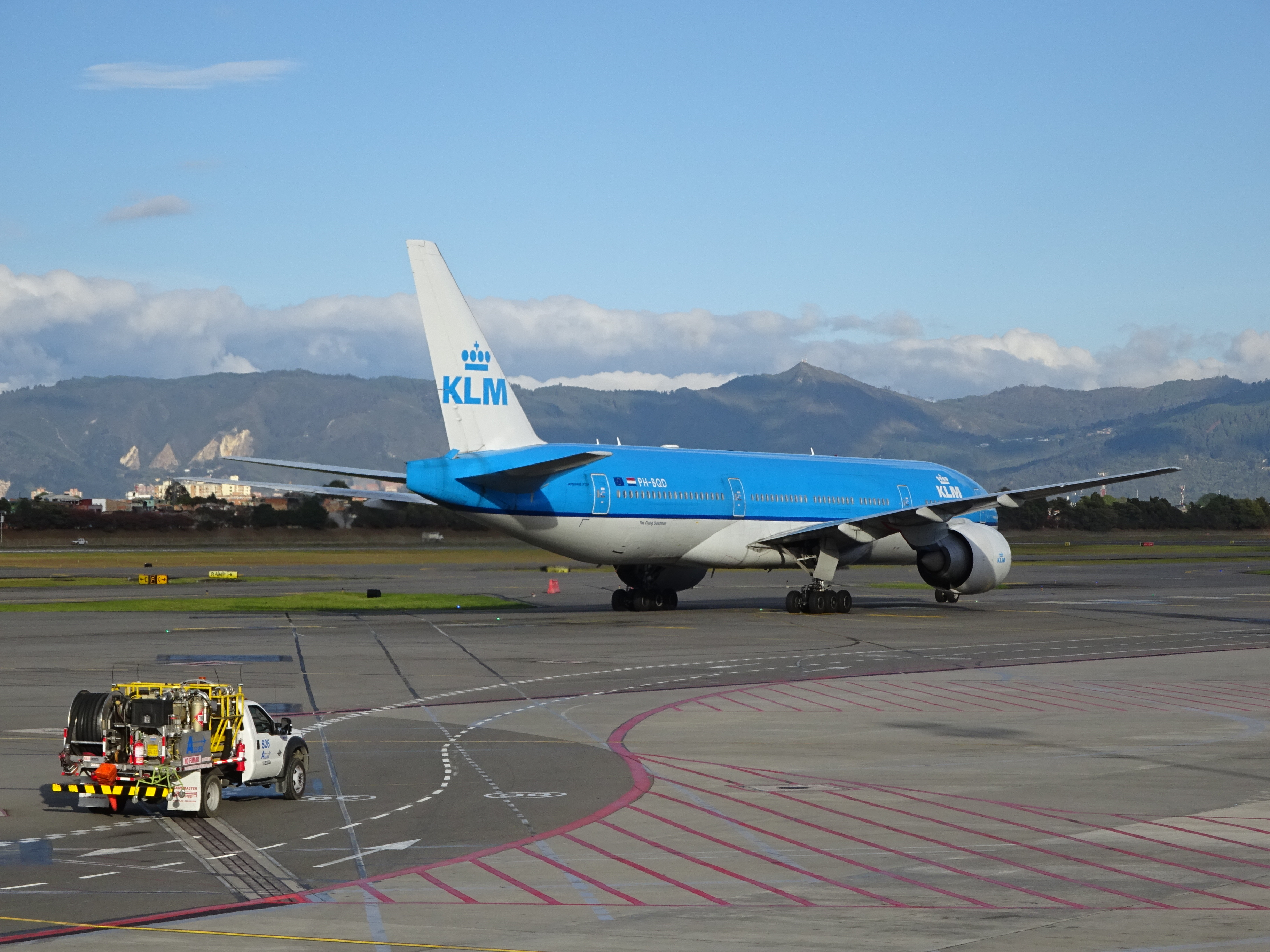
Boeing 777-200ER авиакомпании KLM в международном аэропорту Эль-Дорадо

Примечания:
- ↑  Маршрут KLM из Боготы в Амстердам имеет промежуточную посадку в Картахене. Однако, авиакомпания не имеет разрешения на продажу билетов в пределах внутреннего маршрута Богота-Картахена
- ↑  Маршрут TAP Portugal из Боготы в Лиссабон имеет промежуточную посадку в Панаме. Однако, авиакомпания не имеет разрешения на продажу билетов на плече Богота-Панама

## Статистика
| Оборот                    | 2015       | 2014       | 2013       | 2012       | 2011       | 2010       | 2009       | 2008       | 2007       | 2006       | 2005       | 2004       | 2003      | 2002      | 2001      | 2000      |
| ------------------------- | ---------- | ---------- | ---------- | ---------- | ---------- | ---------- | ---------- | ---------- | ---------- | ---------- | ---------- | ---------- | --------- | --------- | --------- | --------- |
| Пассажиров                | 29 956 551 | 27 430 266 | 25 009 483 | 22 525 873 | 20 427 603 | 18 934 203 | 14 899 199 | 13 548 420 | 12 763 979 | 11 771 284 | 10 711 108 | 10 003 434 | 7 281 664 | 7 533 000 | 7 380 052 | 7 212 583 |
| Грузов (метрических тонн) | 670 222    | 636 657    | 622 145    | 637 153    | 618 062    | 594 946    | 512 844    | 578 812    | 585 598    | 590 931    | 585 598    | 531 474    | 482 152   | 420 605   | 374 608   | 378 035   |

| Место | Аэропорт                          | Пассажиров | % изменения |
| ----- | --------------------------------- | ---------- | ----------- |
| 1     | Лима                              | 713 365    | ▲ 17,3 %    |
| 2     | Панама (Токумен)                  | 710 208    | ▲ 7,0 %     |
| 3     | Майами                            | 666 735    | ▲ 0,2 %     |
| 4     | Мехико                            | 591 707    | ▲ 16,4 %    |
| 5     | Мадрид (Барахас)                  | 482 923    | ▼ 0,2 %     |
| 6     | Сантьяго (Артуро Мерино Бенитеса) | 449 460    | ▲ 39,0 %    |
| 7     | Кито                              | 432 422    | ▲ 0,2 %     |
| 8     | Сан-Паулу (Гуарульюс)             | 373 125    | ▲ 1,3 %     |
| 9     | Каракас (Симона Боливара)         | 328 076    | ▼ 21,1 %    |
| 10    | Форт-Лодердейл/Холливуд           | 295 618    | ▲ 6,6 %     |
| 11    | Канкун                            | 295 492    | ▲ 81,9 %    |
| 12    | Нью-Йорк (Джона Кеннеди)          | 267 068    | ▼ 1,7 %     |
| 13    | Гуаякиль                          | 201 915    | ▲ 7,2 %     |
| 14    | Орландо                           | 182 053    | ▼ 0,8 %     |
| 15    | Хьюстон (Интерконтинентал)        | 171 006    | ▼ 3,7 %     |
| 16    | Буэнос-Айрес (Пистарини)          | 168 742    | ▲ 5,1 %     |
| 17    | Сан-Сальвадор                     | 161 321    | ▼ 2,5 %     |
| 18    | Франкфурт                         | 160 001    | ▼ 7,2 %     |
| 19    | Париж (Шарля-де-Голля)            | 147 276    | ▼ 2,3 %     |
| 20    | Барселона (Эль-Прат)              | 144 245    | ▲ 71,9 %    |
| 21    | Сан-Хосе (Санта Марии)            | 121 433    | ▲ 9,2 %     |
| 22    | Атланта (Хартсфилд-Джексон)       | 103 450    | ▲ 14,9 %    |
| 23    | Пунта-Кана                        | 103 299    | ▲ 12,0 %    |
| 24    | Аруба (королевы Беатрикс)         | 94 150     | ▼ 4,0 %     |
| 25    | Санто-Доминго (Лас-Америкас)      | 84 353     | ▲ 30,9 %    |
| 36    | Гавана (Хосе Марти)               | 75 294     | ▲ 20,6 %    |
| 27    | Торонто (Пирсон)                  | 70 994     | ▲ 4,9 %     |
| 28    | Рио-де-Жанейро (Галеан)           | 70 211     | ▲ 5,5 %     |
| 29    | Ньюарк (Либерти)                  | 68 579     | ▼ 1,6 %     |
| 30    | Вашингтон (Даллес)                | 67 579     | ▲ 0,09 %    |
| 31    | Ла-Пас (Эль-Альто)                | 66 133     | ▲ 20,5 %    |
| 32    | Даллас/Форт-Уэрт                  | 52 046     | ▼ 14,2 %    |
| 33    | Кюрасао                           | 51 750     | ▲ 1,4 %     |
| 34    | Сан-Хуан (Луиса Муньоса Марина)   | 41 262     | ▲ 46,4 %    |
| 35    | Лос-Анджелес                      | 33 368     | ▬ 0,0 %     |

| Место | Аэропорт                              | Пассажиров | Операторы                                                            |
| ----- | ------------------------------------- | ---------- | -------------------------------------------------------------------- |
| 1     | Медельин (Кордова)                    | 3 098 220  | Avianca, Copa Airlines Colombia, LAN Colombia, Satena, Viva Colombia |
| 2     | Кали                                  | 2 746 523  | Avianca, Copa Airlines Colombia, LAN Colombia, Viva Colombia         |
| 3     | Картахена                             | 2 151 118  | Avianca, LAN Colombia, Viva Colombia                                 |
| 4     | Барранкилья                           | 1 713 375  | Avianca, LAN Colombia, Viva Colombia                                 |
| 5     | Букараманга (Палонегро)               | 1 295 596  | Avianca, LAN Colombia, Viva Colombia                                 |
| 6     | Перейра                               | 1 117 883  | Avianca, LAN Colombia, Viva Colombia                                 |
| 7     | Санта-Марта (Симона Боливара)         | 1 115 208  | Avianca, LAN Colombia, Viva Colombia                                 |
| 8     | Сан-Андрес (Густаво Рохаса Пинильи)   | 1 000 784  | Avianca, Copa Airlines Colombia, LAN Colombia, Viva Colombia         |
| 9     | Кукута (Камильо Даса)                 | 867 118    | Avianca, LAN Colombia, Viva Colombia                                 |
| 10    | Монтерия                              | 549 641    | Avianca, LAN Colombia, Viva Colombia                                 |
| 11    | Армения                               | 398 416    | Avianca                                                              |
| 12    | Йопал (Эль-Алькараван)                | 365 252    | Avianca, EasyFly, LAN Colombia                                       |
| 13    | Вальедупар (Альфонсо Лопеса Пумарехо) | 324 244    | Avianca, LAN Colombia                                                |
| 14    | Нейва                                 | 285 221    | Avianca, EasyFly                                                     |
| 15    | Пасто                                 | 245 709    | Avianca, Satena                                                      |
| 16    | Летисия                               | 195 174    | Avianca, LAN Colombia                                                |
| 17    | Манисалес                             | 179 361    | Avianca                                                              |
| 18    | Барранкабермеха                       | 159 475    | Avianca, EasyFly                                                     |
| 19    | Ибаге                                 | 137 025    | Avianca                                                              |
| 20    | Риоача                                | 121 204    | Avianca                                                              |
| 21    | Попаян                                | 105 575    | Avianca, EasyFly                                                     |
| 22    | Вильявисенсьо (Ла-Вангуардия)         | 104 630    | Avianca                                                              |
| 23    | Араука                                | 81 733     | EasyFly, Satena                                                      |
| 24    | Кибдо                                 | 73 087     | EasyFly, Satena                                                      |
| 25    | Флоренсия                             | 72 343     | Avianca, Satena                                                      |
| 26    | Коросаль (Лас-Брухас)                 | 25 800     | Satena                                                               |

## Авиапроисшествия и инциденты
- 7 июня 1973 года. Самолёт Vickers Viscount (регистрационный HK-1061) авиакомпании Aerolíneas TAO получил серьёзные повреждения при грубой посадке в Эль-Дорадо. О пострадавших не сообщалось, лайнер ремонту не подлежал и был списан[13].
- 24 января 1980 года. Douglas C-53D (регистрационный HK-2214) авиакомпании Aerotal Colombia во время испытательного полёта разбился вблизи аэропорта Эль-Дорадо, погибли все четверо пилотов на борту. Причиной катастрофы стал отказ двигателя[14].
- 8 февраля 1986 года. При выполнении грузового рейса из Боготы в Рондон сразу после взлёта на лайнере Douglas DC-3 (регистрационный HK-3031) авиакомпании SAEP Colombia отказал двигатель. Экипаж принял решение немедленно вернуться в аэропорт вылета, однако, при заходе на посадку самолёт упал перед ВПП и загорелся. Несмотря на возникший пожар, полностью уничтоживший машину, всем пятерым на борту удалось спастись[15].
- 25 января 1990 года. Самолёт Boeing 707-321B (регистрационный HK-2016) авиакомпании Avianca следовал регулярным рейсом AVA052 по маршруту Богота—Медельин—Нью-Йорк (Джона Кеннеди). Вследствие длительного нахождения в зоне ожидания нью-йоркского аэропорта лайнер выработал всё топливо и совершил аварийную посадку на лесной массив на острове Лонг-Айленд. Из 158 человек выжило 85.
- 20 апреля 1998 года. Самолёт Boeing 727—230/Adv (регистрационный HC-BSU) авиакомпании TAME, работавший в мокром лизинге с эквадорским экипажем и под брендом Air France, выполнял регулярный рейс AF422 из международного аэропорта Эль-Дорадо в международный аэропорт Кито. После взлёта вследствие ошибок экипажа лайнер врезался в гору в 10 километрах к востоку от аэропорта Боготы, погибли все 53 человека на борту[16][17].
- 7 июля 2008 года. Boeing 747-209B авиакомпании Kalitta Air выполнял чартерный рейс в международный аэропорт Майами с грузом цветов. Сразу после взлёта экипаж обнаружил пожар в одном из двигателей и попытался вернуться в аэропорт Эль-Дорадо. Самолёт потерпел крушение в районе местной деревни Мадрид, разрушив при этом дом местных жителей и убив пятерых человек. Восемь пилотов получили травмы различной степени тяжести, однако все выжили[18].